# Blackberry world
BlackBerry World (Tidigare BlackBerry App World) är en onlinebutik som säljer appar av BlackBerry Ltd för ett flertal BlackBerry-enheter. Tjänsten förser BlackBerry-användare med en miljö där de kan bläddra igenom, ladda ner och uppdatera tredjepartsapplikationer. Den öppnade i april 2009 som BlackBerry App World, och har sedan februari 2011 tagit in de största intäkterna per app: 9 166,67 $ jämfört med 6 480,00 $ hos Apple App Store och 1 200 $ på Android market. I juli 2011 rapporterades det 3 miljoner nerladdningar per dag och 1 miljard totala nerladdningar. I maj 2013 tog sig Blackberry World över 120 000 apps. BlackBerry 10-användare kan också köra Android-appar.